# Екологічна цивілізація
Досягти екологічної цивілізації — це головна мета соціальної та екологічної реформ сучасного суспільства. Це означає, що зміни, які відбуваються внаслідок дестабілізації клімату та соціальної несправедливості, настільки прогресують, що їх вирішення становитиме окрему цивілізацію, базовану на екологічних принципах. Інакше кажучи, екологічна цивілізація охоплює аспекти економічного, освітнього, політичного, сільськогосподарського та інших форм соціального життя, які потребуватимуть змін для досягнення повної стабільності.
Хоча цей термін був введений ще у 1980х роках, він не був поширеним аж до 2007 року, коли «екологічна цивілізація» стала основним завданням Комуністичної партії Китаю (КПК). У квітні 2014 року Альянс цивілізацій ООН та Міжнародна організація зі співпраці у сфері екологічної безпеки створили підкомітет з питання екологічної цивілізації.
Прихильники ідеї підтримали слова Папи Римського Франциска, який писав: «Перед нами постають не просто дві проблеми — екологічна та соціальна — а одна комплексна, яка охоплює і соціальну і екологічну. Стратегія розв'язання вимагає інтегрованого методу, за допомогою якого можна було б подолати бідність, повернути гідність тим, хто її втратив та водночас захистити довкілля». Отже, екологічна цивілізація насамперед показує потребу в екологічній та соціальній реформах, які мали б довготривалу дію та систематичне виконання.

## Історія
У 1984 році радянський експерт з екології запропонував термін «Екологічна культура» у статті «Шляхи сприяння екологічній культурі індивідами в умовах зрілого соціалізму» із періодичного видання «Науковий соціалізм» випуску № 2 у Москві. Висновки, наведені в цій статті, було також опубліковано у китайській щоденній газеті «Гуанмін жибао», де поняття «екологічна культура» було перекладене китайською як 生态文明 (шенґтайі венмінґ), тобто «екологічна цивілізація».
Через два роки концепт було підхоплено в Китаї, і вперше його використав у своїх працях сільськогосподарський економіст Є Цяньжи (1909—2017) у 1987 році. Він розкрив поняття екологічної цивілізації у контексті екологічних наук та філософської концепції довкілля.
У 1995 році термін було вперше вжито в англомовній книзі еколога Роя Моррісона «Екологічна демократія». Він визначив поняття таким чином: «Екологічна цивілізація базується на різноманітті способів життя, які невідривно пов'язані з природною та соціальною екологіями».
Із 2007 року термін усе частіше з'являється в китайській дискусії, а у 2012 році Комуністична партія Китаю навіть вказала екологічну цивілізацію як мету в Конституції та додали до планів на п'ятиріччя. У такому контексті термін охоплює значення «конструктивного постмодернізму» як протилежного до модерністського або «деконструктивного постмодернізму», який пов'язаний із концепцією філософа Жака Дерріда.
Як «екологічна цивілізація» так і «конструктивний постмодернізм» асоціюються з філософією процесу (онтологія становлення та процесів організмів) Альфреда Норта Вайтгеда. Інший прихильник філософії процесу та професор теологічної школи «Клермонт» Девід Рей Ґріффін вперше використав термін «конструктивний постмодернізм» у 1989 році у своїй книзі «Варіативність постмодерної теології».
У червні 2015 року в коледжі Помона відбулася найбільша міжнародна конференція з теми «екологічної цивілізації» («Пошук альтернативи: досягнення екологічної цивілізації»), де зібралося понад 2000 учасників з усього світу, разом із такими відомих громадських діячів у екологічному русі як: Білл МакКіббен, Вандана Шіва, Джон Б. Кобб, Вес Джексон молодший та Шері Ляо.
Із 2015 року китайська дискусія екологічної цивілізації набула значення дотичного до «органічної» форми марксизму. «Органічний марксизм» вперше був згаданий Філіпом Клейтоном та Джастіном Хайзекером у їхній книзі 2014 року, що мала назву «Органічний марксизм: альтернатива капіталізму та екологічній катастрофі». Книгу було перекладено китайською та опубліковано у «Піплз Пресс» у 2015 році. Там екологічна цивілізація описана як основна мета для глобального екологічного руху.
На значенні екологічної цивілізації як основній меті всього людства наполіг Арран Ґейр у своїй праці 2016 року «Філософська фундаментальність екологічної цивілізації: маніфест майбутньому».